# Sidi Bou Othmane
Sidi Bou Othmane (en arabe : سيدي بو عثمان) est une ville du Maroc située dans la région de Marrakech-Safi (à 32 km au nord de Marrakech sur la Route nationale 9).

## Histoire
En septembre 1912, la bataille de Sidi Bou Othmane ouvre la voie à l'annexion de Marrakech et du Sud marocain dans le protectorat français.

## Administration
Sidi Bou Othmane est une municipalité de la province de Rehamna, crée en 2009 par démembrement de la province de Kelaat Es-Sraghna, et le siège des cercle et caïdat éponymes. Le cercle de Sidi Bou Othmane comprend aussi les caïdats de Jbilate, Louta et Ras el Aïn et dix communes rurales.

## Démographie
De 1994 à 2004, la population de la ville est passée de 2 872 à 5 066 habitants et celle de la municipalité (incluant les communes rurales) de 15 575 à 17 492 habitants.

## Projet d'aéroport
Sidi Zouine et Sidi Bou Othmane sont tous deux pressentis pour accueillir le nouvel aéroport international de Marrakech.